# Slayers Great
Slayers Great (jap. スレイヤーズ ぐれいと, Sureiyāzu Gureito) ist die dritte Anime-Kinoproduktion zur Roman- und Fernsehserienreihe „Slayers“. Der Film hatte am 2. August 1997 in den japanischen Kinos Weltpremiere. Wie bei den vorangegangenen Filmen Slayers Perfect und Slayers Return war für die Animation das Studio J.C.Staff verantwortlich, den Vertrieb übernahm ebenfalls wieder Toei Animation.

## Handlung
Lina Inverse und Naga sind gerade beim Essen, als ein wildgewordener Golem-Stier ein junges Mädchen namens Laia Einburg  bedroht. Lina und Naga retten das Mädchen und werden dafür von ihr, mehr oder weniger freiwillig, zu ihr nach Hause eingeladen. Dort lebt Laia zusammen mit ihrem Vater Galia, einem meisterhaften Golem-Erbauer und ihrem genauso talentierten Bruder Huey zusammen. Vater und Sohn leben jedoch in Streit und so fällt es den beiden verfeindeten Lords Haizen und Granion, welche die Stadt regieren, nicht schwer, jeweils einen der beiden auf ihre Seite zu ziehen. Beide planen mit einer Golem-Armee die Herrschaft über die Stadt und letztendlich auch die ganze Welt zu übernehmen. Um dieses Ziel zu erreichen, muss erstmal der jeweilige Gegner aus dem Weg geräumt werden.
So bauen die beiden jeweils einen Golem, Galia einen der Lina nachempfunden ist und Huey einen der Naga nachempfunden ist. Um die nötige magische Energie zu erreichen, wurden jeweils Lina und Naga in ihren Pendants eingeschlossen. Mit der Zeit hat jedoch Lina die Nase voll davon eingesperrt zu sein, bricht aus dem Golem aus und beendet den Kampf mit ihrer stärksten magischen Attacke, dem Dragon Slave. Da bei dem Kampf die Stadt erheblich in Mitleidenschaft gezogen wird, werden die beiden Lords zur Strafe zu Wachen degradiert.

## Veröffentlichungen
In Deutschland wurde der Film von OVA Films am 21. März 2005 auf DVD veröffentlicht. Auf Englisch wurde Slayers Great von ADV Films UK am 6. Januar 2004 veröffentlicht. In Neuseeland und Australien übernahm die Firma Madman Entertainment Pty. Ltd. den Vertrieb.

## Synchronisation
Die Synchronisation wurde wie beim Vorgängern in den Studios von Circle of Arts aufgenommen.
| Rolle                    | Japanischer Sprecher (Seiyū) | Deutscher Sprecher  |
| ------------------------ | ---------------------------- | ------------------- |
| Lina Inverse             | Megumi Hayashibara           | Shandra Schadt      |
| Naga, die weiße Schlange | Maria Kawamura               | Veronika Neugebauer |
| Laia Einburg             | Kikuko Inoue                 | Beate Pfeiffer      |
| Galia Einburg            | Seizo Katou                  | Dieter Memel        |
| Huey Einburg             | Takehito Koyasu              | Florian Bauer       |
| Lord Haizan              | Kiyoshi Kawakubo             | Claus Brockmeyer    |
| Lord Granion             | Norio Wakamoto               | Ulf J. Söhmisch     |

## Soundtrack
Wie schon bei den Vorgängern wurde der Endingsong Reflection wieder von Megumi Hayashibara gesungen. Für den Soundtrack war ebenfalls wieder Takayuki Hattori verantwortlich.